# أنتوني ك. روبرتس
أنتوني ك. روبرتس (بالإنجليزية: Anthony K. Roberts)‏ هو مصور وصحفي أمريكي، ولد في 14 يوليو 1939 في هونولولو في الولايات المتحدة، وتوفي في 21 مارس 2005 في فينيكس في الولايات المتحدة.

## وصلات خارجية
- أنتوني ك. روبرتس على موقع IMDb (الإنجليزية)
- أنتوني ك. روبرتس على موقع قاعدة بيانات الفيلم (الإنجليزية)